# Candidatura Independiente de Centro
La Candidatura Independiente de Centro (CIC) fue una candidatura electoral presentada en la provincia de Castellón en las elecciones generales españolas de 1977. La promovía el entonces gobernador civil de la provincia, Pablo Martín Caballero. 
CIC fue la tercera lista más votada de la circunscripción con 29 834 votos (12,53 %), obteniendo un escaño para su cabeza de lista, José Miguel Ortí Bordás. La candidatura, puramente electoral, no tuvo mayor recorrido. Su único diputado se integró, tras la constitución del Congreso de los Diputados, en el grupo parlamentario de la Unión de Centro Democrático.

## Resultados electorales
| Comicios | Cabeza de lista         | Número de votos | % en Castellón | % en España  | Escaños obtenidos en Castellón |
| -------- | ----------------------- | --------------- | -------------- | ------------ | ------------------------------ |
| 1977     | José Miguel Ortí Bordás | 29.834          | 12,5% (3.º)    | 0,16% (25.º) | 1/5                            |